# 압둘라 샤히드
압둘라 샤히드(1962년 5월 26일~, 디베히어: ޢަބްދުﷲ ޝާހިދު)는 몰디브의 정치인, 외교관이다. 소속 정당은 몰디브 민주당이다. 몰디브 국민의회 의장, 몰디브 외무장관, 몰디브 민주당 총재를 역임했다. 2021년부터 2022년까지 제76차 유엔 총회 의장을 역임했다.

## 생애 초반과 교육
샤히드는 1962년 5월 26일에 말레에서 태어나서 1984년에 몰디브 외교부에 합류했다. 1987년에는 오스트레일리아 캔버라 고등교육대학(현재의 캔버라 대학교)에서 정치학 학사 학위를 받았다. 1990년에는 1994년까지 마우문 압둘 가윰 대통령실 산하 자문위원회 위원으로 활동했다. 1991년에는 미국 터프츠 대학교 산하 법학 외교 대학원인 플레처 스쿨에서 국제 관계 석사 학위를 취득했다.

## 경력
샤히드는 2009년 5월 28일부터 2014년 5월 28일까지 제16대 몰디브 국민의회(몰디브의 단원제 입법부) 의장을 역임했다. 2009년 5월 28일에 실시된 몰디브 국민회의 의장 선거에서 75표 가운데 42표를 얻어 당선되었다. 샤히드는 2008년에 몰디브가 다당제 민주주의로 전환하는 데에 핵심적인 역할을 수행했다. 샤히드는 남헨베이루 선거구 의원에서 선출된 몰디브 민주당 소속 의원이었다.
샤히드는 국민의회 의원으로 선출되기 이전인 1984년부터 몰디브 외무부에서 근무하다가 1993년에 국장이 되었다. 그는 이 직책에서 국제 기구 및 회의 부서를 이끌었으며 유엔, 영연방, 비동맹 운동, 이슬람 협력 기구 등 국제 회의에서 몰디브를 대표했다.

### 국민의회 의원
샤히드는 2000년에 바부 환초 선거구 대표로 선출되어 의원으로 2차례 재임했다. 샤히드는 2004년 7월부터 2008년 8월까지 몰디브의 새 헌법 초안을 작성한 특별 회의에서 활동했다. 샤히드는 2009년 5월 9일에 몰디브 역사상 최초로 실시된 다당제 총선거에서 바부 환초 케요두 선거구 후보로 출마하여 당선되었다.

### 외무장관
샤히드는 2007년 8월 23일부터 2008년 11월 11일까지 마우문 압둘 가윰 대통령의 재임 기간 동안에 몰디브 외무장관을 역임했다. 그는 2005년에도 외무부 장관으로 임명되었다.
샤히드는 2013년 4월 15일을 기해 몰디브 국민당에서 탈당했다. 2013년 4월 18일에는 자신의 트위터(현재의 X) 계정을 통해 몰디브 민주당에 입당했다고 발표했다. 샤히드는 2018년 11월 17일부터 2023년 11월 17일까지 이브라힘 모하메드 솔리 대통령의 재임 기간 동안에 몰디브 외무장관을 역임했다.

### 유엔 총회 의장
샤히드는 2021년 6월 7일에 실시된 유엔 총회 투표에서 기권 또는 무효표 없이 찬성 143표, 반대 48표를 기록하여 75%라는 압도적인 과반수를 얻었고 제76차 유엔 총회 의장으로 선출되었다. 2021년 12월 23일에는 코로나바이러스감염증-19(코로나19) 확진 판정을 받았다.

### 몰디브 민주당 총재
2023년 6월 21일에 몰디브의 대통령을 역임했던 모하메드 나시드가 몰디브 민주당 총재 자리에서 사임하자 샤히드는 몰디브 민주당의 새 총재를 맡겠다는 의사를 밝혔다. 샤히드는 선거에 유일하게 출마한 사람이었기 때문에 몰디브 민주당의 새 총재가 되었다.